# خوسيه فيغا
خوسيه فيغا (بالإسبانية: José Vega Díez)‏ (10 أبريل 1981 شريش إسبانيا - ) هو لاعب كرة قدم إسباني. لعب 303 مباراة وسجل 40 هدف.

## مسيرته

### مسيرته مع الأندية
- 1999 - 2013 لعب مع نادي خيريث 14 مباراة سجل خلالها 5 أهداف.
- 2000 - 2001 لعب مع نادي سان فرناندو [الإنجليزية]‏ 20 مباراة سجل خلالها هدف.
- 2002 - 2004 لعب مع كولتورال ليونيسا 72 مباراة سجل خلالها 11 هدف.
- 2004 - 2005 لعب مع نادي أليكانتي 29 مباراة سجل خلالها هدفين.
- 2005 - 2006 لعب مع نادي تيراسا [الإنجليزية]‏ 32 مباراة سجل خلالها 5 أهداف.
- 2006 - 2007 لعب مع إيسيخا بالومبيي 35 مباراة سجل خلالها 9 أهداف.
- 2007 - 2008 لعب مع نادي إلتشي 30 مباراة سجل خلالها 3 أهداف.
- 2008 - 2010 لعب مع نادي قرطبة 57 مباراة سجل خلالها 4 أهداف.
- 2014 - 2014 لعب مع San Fernando CD [الإنجليزية]‏ 14 مباراة.

## روابط خارجية
- خوسيه فيغا على موقع قاعدة بيانات كرة القدم.إي يو (الإنجليزية)
- خوسيه فيغا على موقع Soccerway.com (الإنجليزية)
- خوسيه فيغا على موقع AS.com (الإسبانية)